# 堀克敏
堀 克敏（ほり かつとし）は、日本の工学者。名古屋大学大学院工学研究科生命分子工学専攻教授。

## 主な略歴
- 1988年 東京理科大学理工学部応用生物科学科卒業
- 1991年 東京工業大学大学院総合理工学研究科修士課程修了
- 1995年 東京工業大学大学院総合理工学研究科博士課程修了
- 1994年 住友化学工業株式会社入社
- 1995年 グリーンブルー株式会社入社
- 1998年 東京工業大学生命理工学部助手
- 2004年 名古屋工業大学大学院工学研究科物質工学専攻助教授
- 2006年 科学技術振興機構（JST）さきがけ研究者（兼任）
- 2007年 名古屋工業大学大学院工学研究科物質工学専攻准教授
- 2011年 名古屋大学大学院工学研究科教授
- 2017年 名古屋大学発ベンチャー株式会社フレンドマイクローブ CTO（兼業）
- 2022年 名古屋大学発ベンチャー株式会社フレンドマイクローブ 取締役会長（兼業）

## 主な所属学会
- 化学工学会
- 日本生物工学会
- 日本化学会
- 農芸化学会
- American Society for Microbiology（米国微生物学会）など

## 主な受賞
- 2001年 2001年度化学工学会優秀論文賞
- 2004年9月 竹田国際貢献賞
- 2007年11月 名古屋工業大学褒賞 優秀賞受賞
- 2008年12月 名古屋工業大学教員評価 優秀賞
- 2009年11月 Best Presentation Award, APBioChech'09
- 2013年9月 生物工学論文賞
- 2023年3月 化学工学会研究賞（化学工学会）
- 2023年9月 生物工学功績賞（日本生物工学会）

脚注
1. ↑  堀教授プロフィール 名古屋大学堀研究室